# ولیکی بستجی
ولیکی بستجی (به لاتین: Veliki Bastaji) یک زیستگاه انسانی در کرواسی است.